# Холкіна Леонія Дмитрівна
Леонія Дмитрівна Холкіна (10 лютого 1919, Верещагіно — дата смерті невідома) — український мистецтвознавець; член Спілки радянських художників України з 1944 року.

## Біографія
Народилася 10 лютого 1919 року в місті Верещагіному (нині Пермський край, Російська Федерація). 1938 року закінчила Пермське художньо-педагогічне училище, де навчалася у Івана Россика, Івана Гаврилова.
Мешкала у Сімферополі в будинку на вулиці Беспалова, № 35, квартира № 5.

## Наукова діяльність
Працювала у галузях мистецтвознавства та художньої критики. Серед праць:
статті
- «Художник Михайло Щеглов» / «Искусство», 1955, № 5;
- «Про подвиг» (1965)[1];
- «Творчість для народу» (1969)[1];

каталоги
- «Ювілейна художня виставка, присвячена 40-річчю Радянської влади» (Сімферополь, 1957);
- «Кримська обласна художня виставка, присвячена XXII з'їзду КПРС» (Сімферополь, 1961);
- «Благовєщенський Володимир Іванович» (Сімферополь, 1963).

Авторка статей з питань образотворчого мистецтва.